# Tres vides errants
Tres vides errants (títol original en anglès: The Sundowners) és una pel·lícula estatunidenco-australiana-britànica dirigida per Fred Zinnemann, estrenada el 1961. Ha estat doblada al català.

## Argument[2]
La vida quotidiana a l'Austràlia dels anys 1920 de la família Carmody. El pare Paddy, la mare Ida i el seu fill Sean es desplacen en caravana amb les missions d'escolta de bestiar que els són confiades.

## Repartiment
- Deborah Kerr: Ida Carmody/Anna
- Robert Mitchum: Paddy Carmody
- Peter Ustinov: Rupert Venneker/Robert
- Michael Anderson Jr.: Sean Carmody/Charles
- Glynis Johns: Gertrude Firth
- Dina Merrill: Jean Halstead
- Chips Rafferty: Quinlan
- Lola Brooks: Liz Brown
- Wylie Watson: Herbert Johnson
- John Meillon: Bluey brown
- Ronald Fraser: Ocker
- Ewen Solon: Halstead
- Bryan Pringle: PC Thomas
- Colin Tapley: Palmer

## Premis i nominacions

### Premis
- 1961: Globus d'Or al mèrit especial

### Nominacions
- 1961: Oscar a la millor pel·lícula
- 1961: Oscar al millor director per Fred Zinnemann
- 1961: Oscar a la millor actriu per Deborah Kerr
- 1961: Oscar a la millor actriu secundària per Glynis Johns
- 1961: Oscar al millor guió adaptat per Isobel Lennart
- 1961: Globus d'Or al millor director per Fred Zinnemann
- 1962: BAFTA a la millor pel·lícula
- 1962: BAFTA a la millor actriu per Deborah Kerr

## Galeria

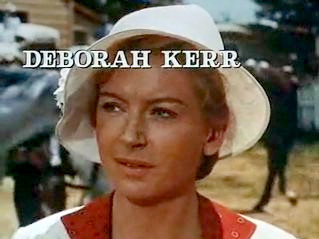
Deborah Kerr
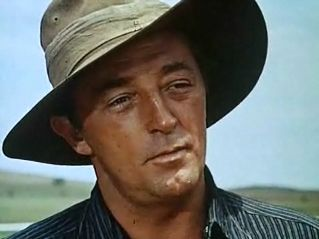
Robert Mitchum
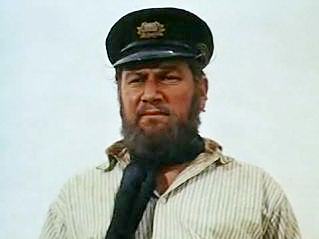
Peter Ustinov
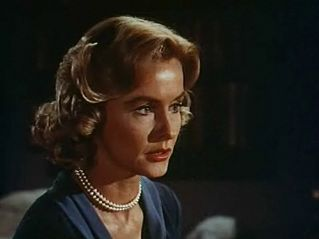
Dina Merrill
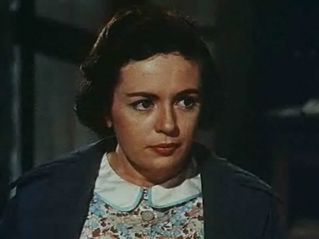
Lola Brooks
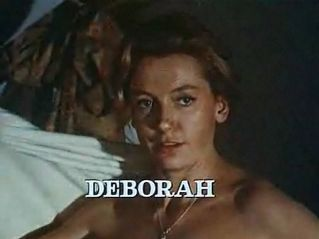
Deborah Kerr